# EM i svømning 2010
EM i svømning 2010 er det 30. europæiske mesterskab i svømning på langbane afholdt 4.-15. august 2010 i Budapest og Balatonfüred i Ungarn. Mesterskaberne omfatter foruden svømning også udspring, synkronsvømning og åbent vand-svømning.

## Program
Konkurrencerne blev afholdt således efter sportsgren:
- Svømning: 9.–15. august[1]
- Udspring: 10.–15. august (fremvisningskonkurrence den 9. august)[2]
- Synkron: 4.–8. august[3]
- Åbent vand svømning: 4.–8. august (i Balatonsøen, ved byen Balatonfüred)[4]

## Medaljetagere
Host nation 
| Placering | Land           | Guld | Sølv | Bronze | Total |
| --------- | -------------- | ---- | ---- | ------ | ----- |
| 1         | Rusland        | 13   | 7    | 8      | 28    |
| 2         | Tyskland       | 8    | 9    | 3      | 20    |
| 3         | Frankrig       | 8    | 8    | 7      | 23    |
| 4         | Storbritannien | 6    | 6    | 7      | 19    |
| 5         | Italien        | 6    | 5    | 6      | 17    |
| 6         | Ungarn         | 6    | 4    | 4      | 14    |
| 7         | Sverige        | 3    | 4    | 4      | 11    |
| 8         | Ukraine        | 3    | 2    | 4      | 9     |
| 9         | Danmark        | 2    | 2    | 2      | 6     |
| 10        | Spanien        | 1    | 4    | 4      | 9     |
| 11        | Holland        | 1    | 2    | 4      | 7     |
| 12        | Norge          | 1    | 2    | 0      | 3     |
| 13        | Grækenland     | 1    | 1    | 3      | 5     |
| 14        | Hviderusland   | 1    | 1    | 2      | 4     |
| 15        | Polen          | 1    | 0    | 1      | 2     |
| 16        | Østrig         | 0    | 2    | 0      | 2     |
| 17        | Færøerne       | 0    | 1    | 0      | 1     |
| 17        | Irland         | 0    | 1    | 0      | 1     |
| 17        | Rumænien       | 0    | 1    | 0      | 1     |
| 20        | Israel         | 0    | 0    | 2      | 2     |
| Total     | Total          | 61   | 62   | 61     | 184   |

## Svømmekonkurrencer for mænd
| Konkurrence             | Guld | Guld       | Sølv | Sølv     | Bronze | Bronze   |
| ----------------------- | --- | ---------- | --- | -------- | --- | -------- |
| 50 m fri                | Frédérick Bousquet · Frankrig                                                                                              | 21,49      | Stefan Nystrand · Sverige                                                                                           | 21,69    | Fabien Gilot · Frankrig | 21,76    |
| 100 m fri               | Alain Bernard · Frankrig                                                                                                   | 48,49      | Jevgenij Lagunov · Rusland                                                                                          | 48,52    | William Meynard · Frankrig                                                                                                   | 48,56    |
| 200 m fri               | Paul Biedermann · Tyskland                                                                                                 | 1:46,06    | Nikita Lobintsev · Rusland                                                                                          | 1:46,51  | Sebastiaan Verschuren · Holland                                                                                              | 1:46,91  |
| 400 m fri               | Yannick Agnel · Frankrig                                                                                                   | 3:46,17    | Paul Biedermann · Tyskland                                                                                          | 3:46,30  | Gergő Kis · Ungarn | 3:48,14  |
| 800 m fri               | Sébastien Rouault · Frankrig                                                                                               | 7:48,28 MR | Christian Kubusch · Tyskland                                                                                        | 7:49,12  | Samuel Pizzetti · Italien | 7:49,94  |
| 1500 m fri              | Sébastien Rouault · Frankrig                                                                                               | 14:55,17   | Pál Joensen · Færøerne                                                                                              | 14:56,90 | Samuel Pizzetti · Italien | 14:59,76 |
|                         | |            | |          | |          |
| 50 m rygcrawl           | Camille Lacourt · Frankrig                                                                                                 | 24,07      | Liam Tancock · Storbritannien                                                                                       | 24,70    | Guy Barnea · Israel | 25,04    |
| 100 m rygcrawl          | Camille Lacourt · Frankrig                                                                                                 | 52,11 ER   | Jérémy Stravius · Frankrig                                                                                          | 53,44    | Liam Tancock · Storbritannien                                                                                                | 53,86    |
| 200 m rygcrawl          | Stanislav Donets · Rusland                                                                                                 | 1:57,18    | Markus Rogan · Østrig                                                                                               | 1:57,31  | Benjamin Stasiulis · Frankrig                                                                                                | 1:57,37  |
|                         | |            | |          | |          |
| 50 m brystsvømning      | Fabio Scozzoli · Italien                                                                                                   | 27,38      | Dragos Agache · Rumænien                                                                                            | 27,47 NR | Lennart Stekelenburg · Holland                                                                                               | 27,51    |
| 100 m brystsvømning     | Alexander Dale Oen · Norge                                                                                                 | 59,20 MR   | Hugues Duboscq · Frankrig                                                                                           | 1:00,15  | Fabio Scozzoli · Italien | 1:00,41  |
| 200 m brystsvømning     | Dániel Gyurta · Ungarn | 2:08,95    | Alexander Dale Oen · Norge                                                                                          | 2:09,68  | Hugues Duboscq · Frankrig | 2:11,03  |
|                         | |            | |          | |          |
| 50 m butterfly          | Rafael Muñoz · Spanien | 23,17      | Frédérick Bousquet · Frankrig                                                                                       | 23,41    | Evgenij Korotysjin · Rusland                                                                                                 | 23,43    |
| 100 m butterfly         | Evgenij Korotysjin · Rusland                                                                                               | 51,73 MR   | Joeri Verlinden · Holland                                                                                           | 51,82    | Konrad Czerniak · Polen | 52,16    |
| 200 m butterfly         | Paweł Korzeniowski · Polen                                                                                                 | 1:55,00    | Nikolaj Skvortsov · Rusland                                                                                         | 1:56,13  | Ioannis Drymonakos · Grækenland                                                                                              | 1:57,10  |
|                         | |            | |          | |          |
| 200 m individuel medley | László Cseh · Ungarn | 1:57,73 MR | Markus Rogan · Østrig                                                                                               | 1:58,03  | Joe Roebuck · Storbritannien                                                                                                 | 1:59,46  |
| 400 m individuel medley | László Cseh · Ungarn | 4:10,95    | Dávid Verrasztó · Ungarn                                                                                            | 4:12,96  | Gal Nevo · Israel | 4:15,10  |
|                         | |            | |          | |          |
| 4×100 m fri             | Evgenij Lagunov · Andrej Gretjin · Nikita Lobintsev · Danila Izotov · Rusland                                              | 3:12,46 MR | Fabien Gilot · Yannick Agnel · William Meynard · Alain Bernard · Frankrig                                           | 3:13,29  | Stefan Nystrand · Lars Frölander · Robin Andreasson · Jonas Persson · Sverige                                                | 3:15,07  |
| 4×200 m fri             | Nikita Lobintsev (1:45,93) · Danila Izotov (1:45,74) · Sergey Perunin (1:47,98) · Alexander Sukhorukov (1:47,06) · Rusland | 7:06,71 CR | Paul Biedermann (1:45,47) · Tim Wallburger (1:47,55) · Robin Backhaus (1:48,28) · Clemens Rapp (1:46.83) · Tyskland | 7:08.13  | Yannick Agnel (1:45,83) · Clement Lefert (1:48,63) · Antton Harambouré (1:49,80) · Jérémy Stravius (1:45,44) · Frankrig      | 7:09,70  |
|                         | |            | |          | |          |
| 4×100 m holdmedley      | Camille Lacourt (52,46) · Hugues Duboscq (59,67) · Frédérick Bousquet (51,84) · Fabien Gilot (47,35) · Frankrig            | 3:31,32 CR | Stanislav Donets (54,19) · Roman Sloudnov (59,97) · Yevgeny Korotyshkin (51,27) · Yevgeny Lagunov (47,86) · Rusland | 3:33,29  | Nick Driebergen (54,48) · Lennart Stekelenburg (1:00,79) · Joeri Verlinden (51,40) · Sebastiaan Verschuren (47,32) · Holland | 3:33,99  |

## Svømmekonkurrencer for kvinder
| Konkurrence             | Guld | Guld       | Sølv | Sølv     | Bronze | Bronze   |
| ----------------------- | --- | ---------- | --- | -------- | --- | -------- |
| 50 m fri                | Therese Alshammar · Sverige                                                                                         | 24,45      | Hinkelien Schreuder · Holland                                                                                           | 24,66    | Francesca Halsall · Storbritannien                                                                               | 24,67    |
| 100 m fri               | Francesca Halsall · Storbritannien                                                                                  | 53,58      | Aleksandra Gerasimenya · Hviderusland                                                                                   | 53,82    | Femke Heemskerk · Holland                                                                                        | 54,12    |
| 200 m fri               | Federica Pellegrini · Italien                                                                                       | 1:55,45 MR | Silke Lippok · Tyskland                                                                                                 | 1:56,98  | Ágnes Mutina · Ungarn                                                                                            | 1:57,12  |
| 400 m fri               | Rebecca Adlington · Storbritannien                                                                                  | 4:04,55    | Ophélie-Cyrielle Étienne · Frankrig                                                                                     | 4:05,40  | Lotte Friis · Danmark                                                                                            | 4:07,10  |
| 800 m fri               | Lotte Friis · Danmark                                                                                               | 8:23,27    | Ophélie-Cyrielle Étienne · Frankrig                                                                                     | 8:24,00  | Federica Pellegrini · Italien                                                                                    | 8:24,99  |
| 1500 m fri              | Lotte Friis · Danmark                                                                                               | 15:59,13   | Grainne Murphy · Irland                                                                                                 | 16:02,29 | Erika Villaecija · Spanien                                                                                       | 16:05,08 |
|                         | |            | |          | |          |
| 50 m rygcrawl           | Aleksandra Gerasimenya · Hviderusland                                                                               | 27,64 MR   | Daniela Samulski · Tyskland                                                                                             | 27,99    | Mercedes Peris Menguet · Spanien                                                                                 | 28,01    |
| 100 m rygcrawl          | Gemma Spofforth · Storbritannien                                                                                    | 59,80      | Elizabeth Simmonds · Storbritannien                                                                                     | 1:00,19  | Jenny Mensing · Tyskland                                                                                         | 1:00,72  |
| 200 m rygcrawl          | Elizabeth Simmonds · Storbritannien                                                                                 | 2:07,04    | Gemma Spofforth · Storbritannien                                                                                        | 2:08,25  | Duane da Rocha Marce · Spanien                                                                                   | 2:10,46  |
|                         | |            | |          | |          |
| 50 m brystsvømning      | Julija Jefimova · Russia                                                                                            | 30,29 CR   | Kate Haywood · Storbritannien                                                                                           | 31,12    | Jennie Johansson · Sweden                                                                                        | 31,24    |
| 100 m brystsvømning     | Julia Jefimova · Rusland                                                                                            | 1:06,32    | Rikke Møller Pedersen · Danmark · Jennie Johansson · Sverige                                                            | 1:07,36  | ikke uddelt |          |
| 200 m brystsvømning     | Anastasija Tjaun · Rusland                                                                                          | 2:23,50    | Sara Nordensatm · Norge                                                                                                 | 2:24,42  | Rikke Møller Pedersen · Danmark                                                                                  | 2:24,99  |
|                         | |            | |          | |          |
| 50 m butterfly          | Therese Alshammar · Sverige                                                                                         | 25,63      | Jeanette Ottesen · Danmark                                                                                              | 25,69    | Mélanie Henique · Frankrig                                                                                       | 26,09    |
| 100 m butterfly         | Sarah Sjöström · Sverige                                                                                            | 57,32      | Francesca Halsall · Storbritannien                                                                                      | 57,40    | Therese Alshammer · Sverige                                                                                      | 57,80    |
| 200 m butterfly         | Katinka Hosszú · Ungarn                                                                                             | 2:06.71    | Zsuzsanna Jakabos · Ungarn                                                                                              | 2:07.06  | Ellen Gandy · Storbritannien                                                                                     | 2:07.54  |
|                         | |            | |          | |          |
| 200 m individuel medley | Katinka Hosszú · Ungarn                                                                                             | 2:10,09 MR | Evelyn Verrasztó · Ungarn                                                                                               | 2:10,10  | Hannah Miley · Storbritannien                                                                                    | 2:10,89  |
| 400 m individuel medley | Hannah Miley · Storbritannien                                                                                       | 4:33,09 MR | Katinka Hosszú · Ungarn                                                                                                 | 4:36,43  | Zsuzsanna Jakabos · Ungarn                                                                                       | 4:37,92  |
|                         | |            | |          | |          |
| 4×100 m fri             | Daniela Samulski · Silke Lippok · Lisa Vitting · Daniela Schreiber · Tyskland                                       | 3:37,72    | Amy Smith · Francesca Halsall · Jessica Sylvester · Joanne Jackson · Storbritannien                                     | 3:38,57  | Josefin Lillhage · Therese Alshammar · Sarah Sjöström · Gabriella Fagundez · Sverige                             | 3:38,81  |
| 4×200 m fri             | Ágnes Mutina · Eszter Dara · Katinka Hosszú · Evelyn Verrasztó · Ungarn                                             | 7:52,49    | Coralie Balmy · Ophélie-Cyrielle Étienne · Margaux Farrell · Camille Muffat · Frankrig                                  | 7:52,69  | Rebecca Adlington · Jazmin Carlin · Hannah Miley · Joanne Jackson · Storbritannien                               | 7:55,29  |
|                         | |            | |          | |          |
| 4×100 m holdmedley      | Gemma Spofforth (1:00,39) · Kate Haywood (1:07,50) · Francesca Halsall (57,46) · Amy Smith (54,37) · Storbritannien | 3:59,72    | Henriette Stenkvist (1:01,96) · Joline Höstman (1:07,69) · Therese Alshammar (57,80) · Sarah Sjöström (53,73) · Sverige | 4:01,18  | Jenny Mensing (1:01,76) · Caroline Ruhnau (1:08,06) · Daniela Samulski (59,26) · Silke Lippok (54,14) · Tyskland | 4:03,22  |